# 關島小鮋
關島小鮋（学名：Scorpaenodes guamensis），又名石狗公、石頭魚，为輻鰭魚綱鮋形目鮋亞目鮋科小鮋屬下的一种熱帶海水魚，其种加词“guamensis”意为“关岛的”。分布於印度太平洋區，從東非、紅海至皮特凱恩群島，北起伊豆島，南迄澳洲新南威爾斯海域，棲息深度0-12公尺，體長可達14公分，棲息在珊瑚平台，潟湖及岩縫中，夜行性，以甲殼類、多毛類等為食，具有毒性。